# Alter Hof (München)

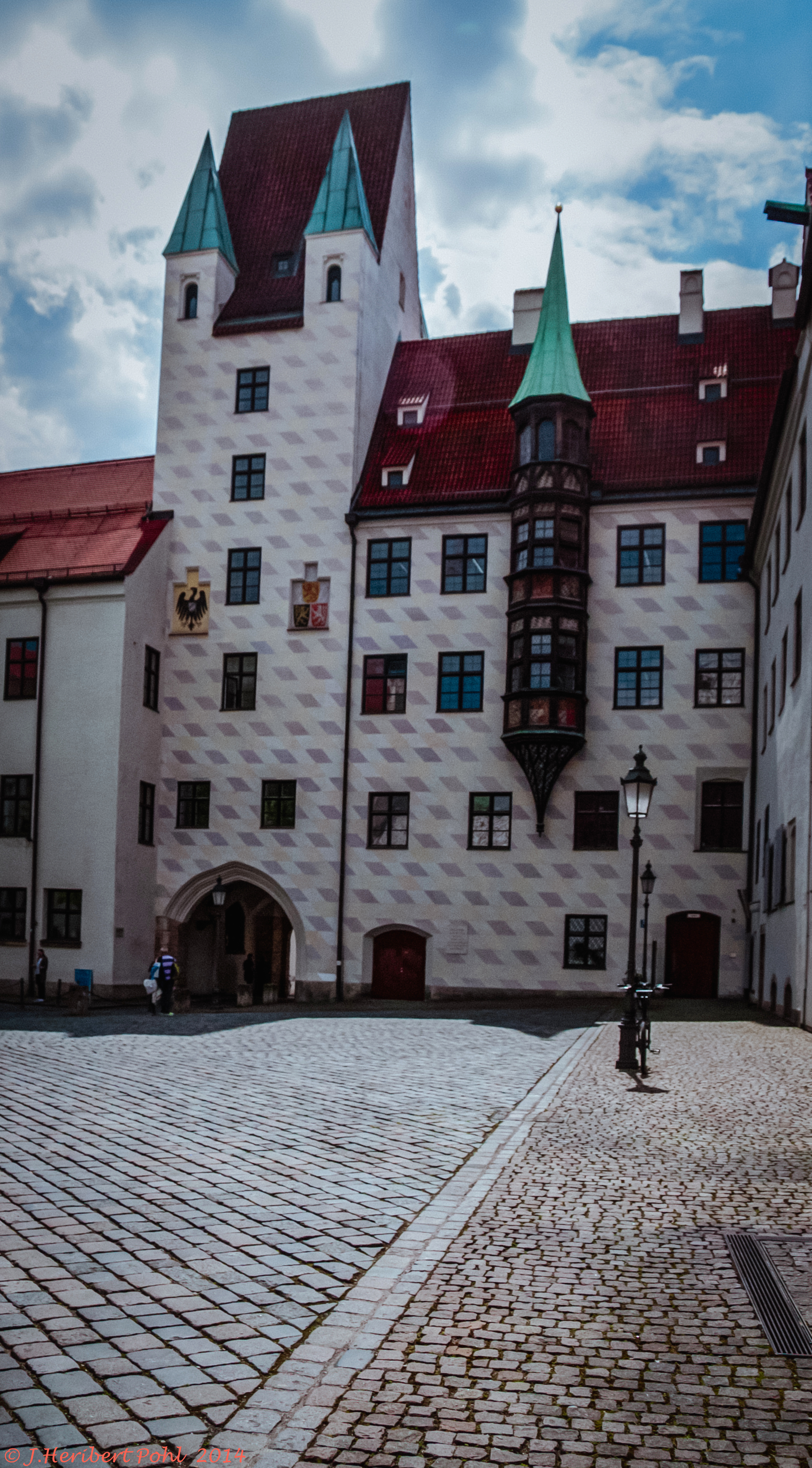
München, Alter Hof, spätgotischer Torturm und Erker („Affenturm“; um 1480) am Burgstock

Der Alte Hof (früher auch Alte Veste oder Ludwigsburg) entstand als herzogliche Stadtburg im späten 12. Jahrhundert in der Münchener Altstadt. Er wurde ab etwa 1255 die Residenz der Herzöge von Oberbayern, später von Bayern insgesamt. Er diente auch Ludwig dem Bayern als Kaiserresidenz. Der Gebäudekomplex in der Altstadt besteht aus den Bauteilen Burgstock, Zwingerstock, Lorenzistock, Pfisterstock und Brunnenstock. Durch einen Torbogen an der Nordseite ist der Alte Hof mit der Alten Münze verbunden, die einst der herzoglichen Kunstkammer sowie als Marstall diente. An der Nordseite lag bis zu ihrem Abbruch auch die Lorenzkapelle (auch Altenhofkirche genannt) als Burgkapelle.

## Geschichte

### Der Alte Hof

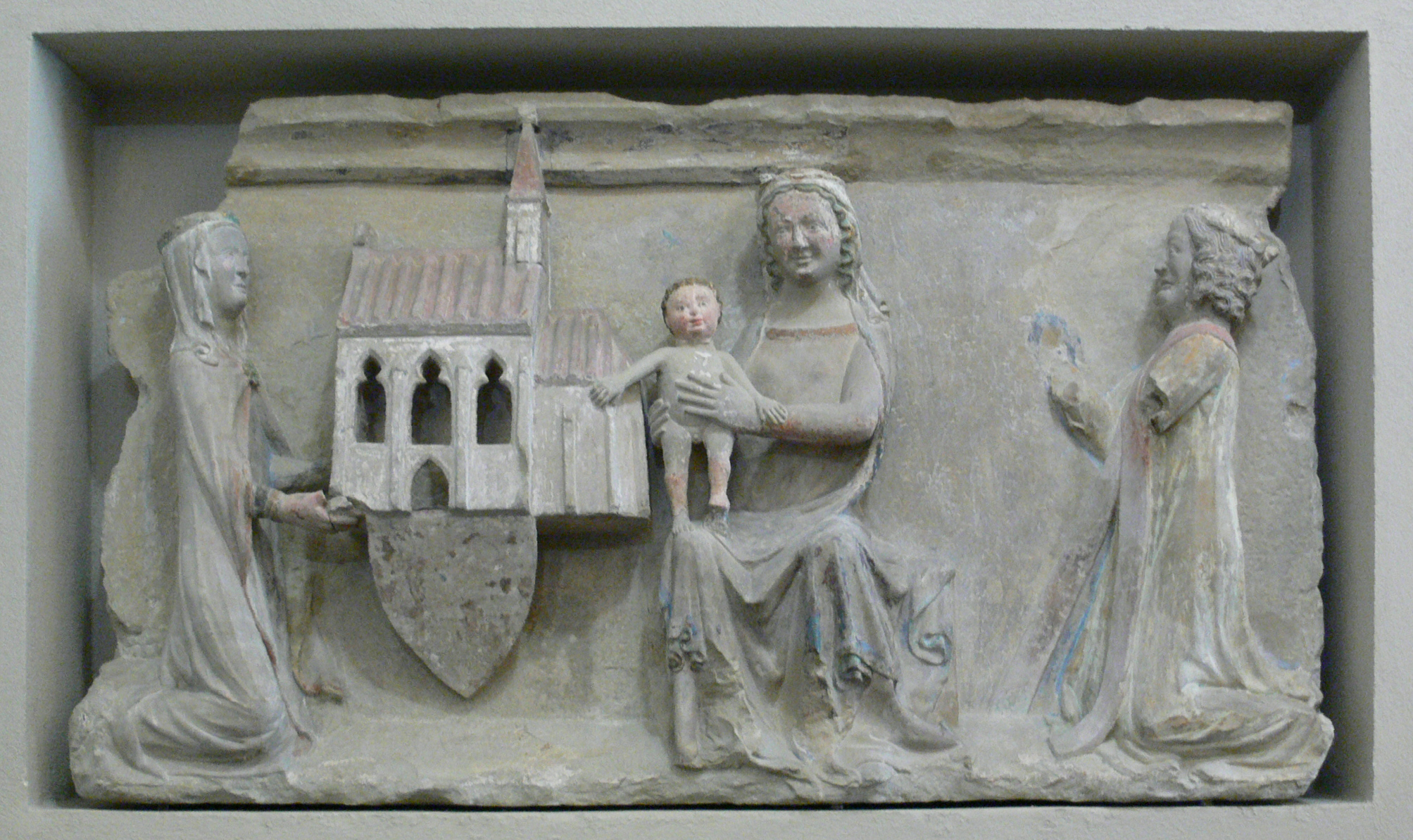
Stifterrelief der Lorenzkapelle von 1324, König (Kaiser) Ludwig IV. und seine Gemahlin Margarethe von Holland

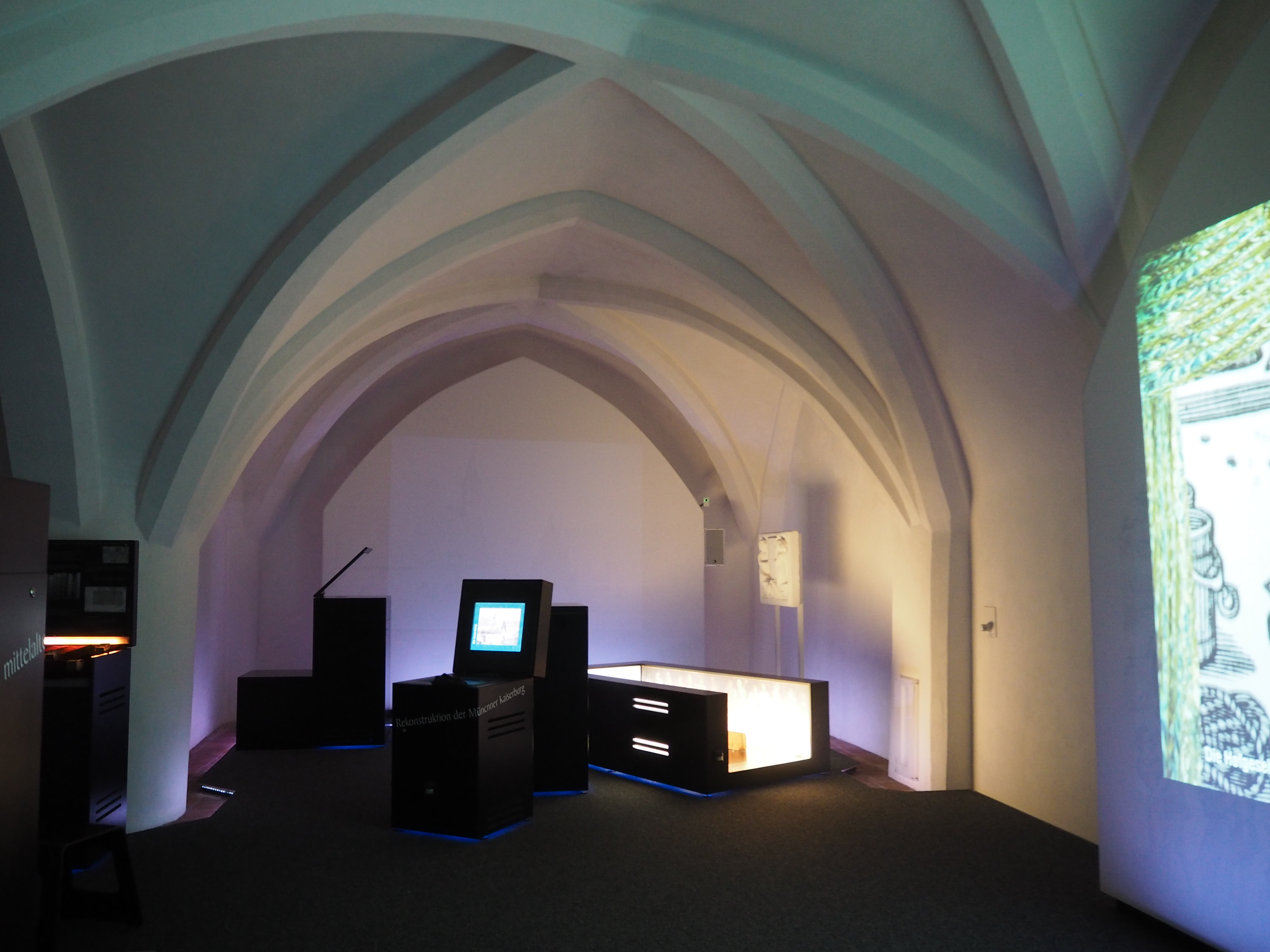
Kellergewölbe aus der Zeit um 1480 im Kaiserburg-Museum (östlicher Burgstock)

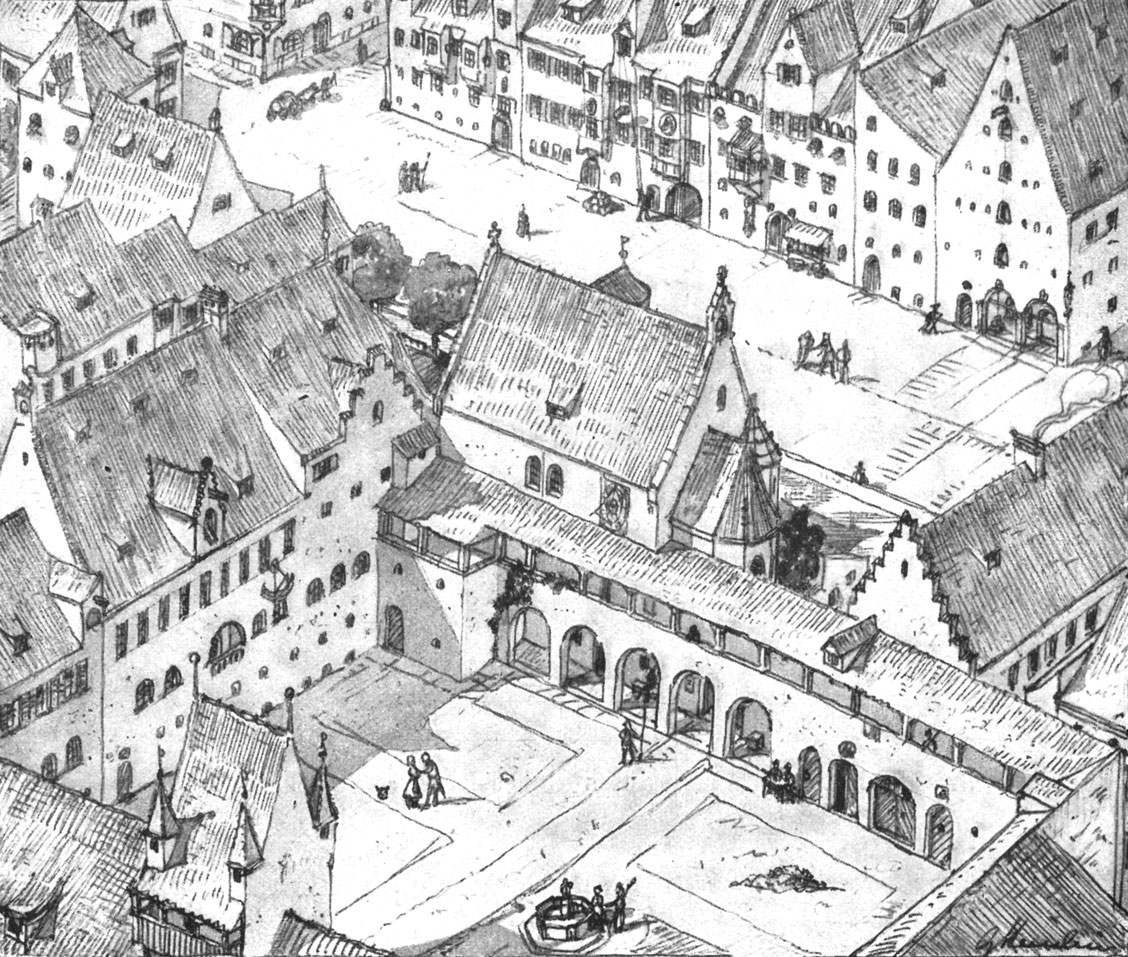
Rekonstruktion des Alten Hofes mit der 1816 abgerissenen Lorenzkapelle (im Zustand um 1570 nach Steinlein). Der Platz im Hintergrund ist der heute weitgehend überbaute Hofgraben.

Grabungsfunde zeigen, dass sich bereits im späten 12. Jahrhundert an der heutigen Stelle eine Burganlage befand, die vielleicht schon Otto von Wittelsbach begründet hat, die aber sein Sohn Ludwig der Kelheimer ausgebaut haben dürfte. Dessen erster Aufenthalt in München ist im Jahr 1200 bei einem Zusammentreffen mit dem Bischof von Freising belegt, der Alte Hof selbst wird aber erst 1319 erstmals urkundlich erwähnt. Die Anlage war von einer etwa 1,80 Meter dicken Backsteinmauer hinter einem umlaufenden Graben umgeben und besaß vermutlich mehrere hölzerne, eingeschossige Pfostenbauten von etwa 4 Meter Breite. Der Eingang lag vermutlich auf der Westseite.
Der Alte Hof war vom 13. bis zum 15. Jahrhundert Residenz der Wittelsbacher – anfangs als eine von vielen Landesburgen, die bei der zeitüblichen Reiseherrschaft als zeitweilige Aufenthaltsorte für den Landesherrn und seinen Hofstaat dienten, neben Kelheim, der Burg Trausnitz in Landshut, dem Herzogshof in Regensburg und ab 1214 dem Heidelberger Schloss, das ihnen als Pfalzgrafen bei Rhein zugefallen war. Nach der ersten Landesteilung 1255 wurde der Alte Hof erstmals intensiver von Herzog Ludwig II. genutzt. Damals erhielt die Anlage vermutlich den noch heute bestehenden Südzugang, der den älteren Eingang auf der Westseite ergänzte und später ablöste. Ein Torbau aus dieser Zeit um 1255 wurde unter dem heutigen südlichen Torturm ausgegraben.
Der 1294 die Erbfolge antretende Ludwig der Bayer schaffte es 1314 als erster Wittelsbacher auf den römisch-deutschen Königsthron. 1328 ließ er sich zudem vom römischen Volk zum Kaiser krönen und kehrte erst 1330 aus Italien nach Bayern zurück. Als erster Kaiser wählte er eine feste Residenz, den Alten Hof. Dennoch stand Ludwig noch in der Tradition des „alten deutschen Reisekönigtums“ und war häufig im Reich unterwegs.
Um 1300 sind die ersten steinernen Wohnbauten greifbar. Damals entstand der Wohnbau in der Südostecke des Mauergevierts (östlicher Burgstock), der heute noch mit späteren Ergänzungen (Gewölbe aus der zweiten Hälfte des 15. Jahrhunderts) besteht. Ebenso wurde etwas später die an der Nordmauer gelegene Lorenzkapelle um 1324 (Inschrift) durch ein neues geräumiges Gotteshaus ersetzt. Dort wurden die Reichskleinodien bis 1350 aufbewahrt. 1327 war auch die Herzogsburg vom Stadtbrand von München betroffen. 1364 wurden vier Steinhäuser in der Burg erwähnt.
Am Burgstock befindet sich der gotische Erker, auf den der Sage nach ein Affe aus der herzoglichen Menagerie den kleinen Ludwig den Bayern entführt und erst nach langem Zureden wieder in die Burg zurückgebracht hat und der deshalb im Volksmund als Affenturm bezeichnet wird. Er stammt aber vermutlich erst aus der Mitte des 15. Jahrhunderts, denn in der zweiten Hälfte des 15. Jahrhunderts wurde der Alte Hof vor allem unter Herzog Siegmund umfangreich als fürstliche Residenz ausgebaut. Es entstanden große, teilweise noch erhaltene Dachwerke über dem Zwingerstock auf der Westseite und der polygonale Erker am westlichen Burgstock auf der Südseite. Im Inneren wurde um 1465 ein bedeutender Bildzyklus Wittelsbacher Vorfahren als monumentales Wandbild angebracht (heute teilweise im Bayerischen Nationalmuseum). Als Herzog Siegmund Ende des 15. Jahrhunderts im Alten Hof lebte und weitere bauliche Veränderungen, darunter die Bemalung im Innenhof mit Rautenmustern, vornehmen ließ, gab es jedoch schon die zweite Residenz, die Neue Veste. Diese hatte Kaiser Ludwigs Enkel Johann II. ab 1385 errichten lassen, sie stand dort, wo heute der Apothekenhof der Residenz ist. Als die Erweiterung des Münchner Befestigungsrings Mitte des 14. Jahrhunderts zum Abschluss kam, war der Alte Hof in den Kernbereich der Stadt gerückt, und Herzog Johann war daran gelegen, die geschützte Randlage mit dem Neubau für den Hof gegen die aufständische Stadt zu erhalten. Jedoch erst Herzog Wilhelm IV. verlegte in der ersten Hälfte des 16. Jahrhunderts den Fürstensitz endgültig in die Neuveste.

### Behördensitz

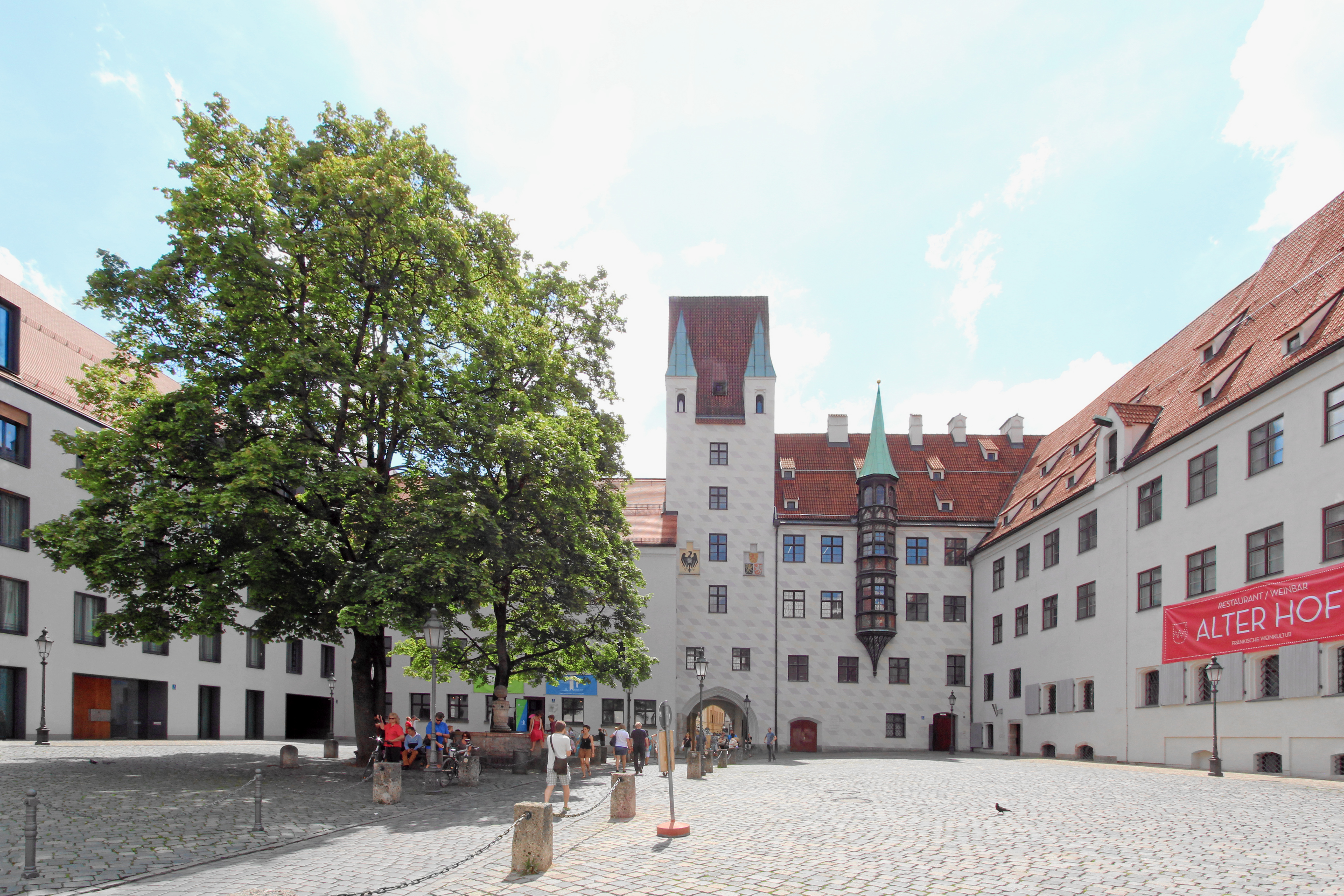
Der Alte Hof mit dem historischen Burgstock (Turm, Erker) und dem Zwingerstock (rechts), links ein Neubauflügel von 2001. Das Gebäudegeviert um den Hof hat etwa die Ausdehnung der Anlage von 1200.

Nach der Aufgabe des Alten Hofes als Residenz unter Wilhelm IV. diente der Zwingerstock vereinzelt Gästen des Hofes und Familienmitgliedern des Herzogs, die nicht an der Regierung beteiligt waren, als Wohnung. Vor allem aber blieb der Alte Hof Verwaltungssitz. Hier waren wichtige Zentralbehörden untergebracht: Hofkammer, Hofbibliothek sowie Bräuamt und Braunbräuhaus. Bis zur Mitte des 18. Jahrhunderts saßen dort auch der Hofrat samt Kanzlei, der Geistliche Rat und der Kriegsrat (letztere ohne eigene Kanzleiräume) sowie das Innere und Äußere Archiv. Später war der Alte Hof  Sitz des Rentamtes und verschiedener Finanzbehörden (Steuerkatasterbüreau und Hauptstaatskasse).
Weitere bauliche Veränderungen folgten: 1591/92 wurde der Pfisterstock mit für die Renaissance typischen Ziergiebeln errichtet, er wird Wilhelm Egkl zugeschrieben. In der ersten Hälfte des 17. Jahrhunderts entstand ein Bauteil für das Bräuhaus und das Bräuamt, seit dem ausgehenden 18. Jahrhundert als Brunnenstock bezeichnet. Dieser wurde durch Georg Friedrich Ziebland 1831/32 durch einen auf den alten Fundamenten ruhenden Neubau für die Steuerkatasterkommission ersetzt. Die Lorenzkapelle wurde 1806 geschlossen und 1816 abgebrochen. Anstelle der Kirche entstand entlang des Hofgrabens 1816/19 der klassizistisch gegliederte Lorenzistock. Auch der noch bestehende Brunnen in der Hofmitte ist klassizistisch und wurde bereits 1785 errichtet. Der Torturm wurde zu Beginn des 19. Jahrhunderts ebenfalls abgetragen, aber später wieder aufgebaut. Die ehemalige Bildkomposition über seinem Torbogen ging verloren und wurde ersetzt.
Im Zweiten Weltkrieg wurde die Anlage teilweise zerstört und nach 1950 zunächst mit einfachen Mitteln auf der Nord- und Ostseite (Lorenzistock, Pfisterstock und Brunnenstock) wieder aufgebaut. Der südliche und der westliche Flügel (Burgstock und Zwingerstock) besitzen dagegen immer noch die alten Dachwerke und zahlreiche historische Details.

## Sanierung und Ausstellung „Münchner Kaiserburg“

### Burgstock und Zwingerstock

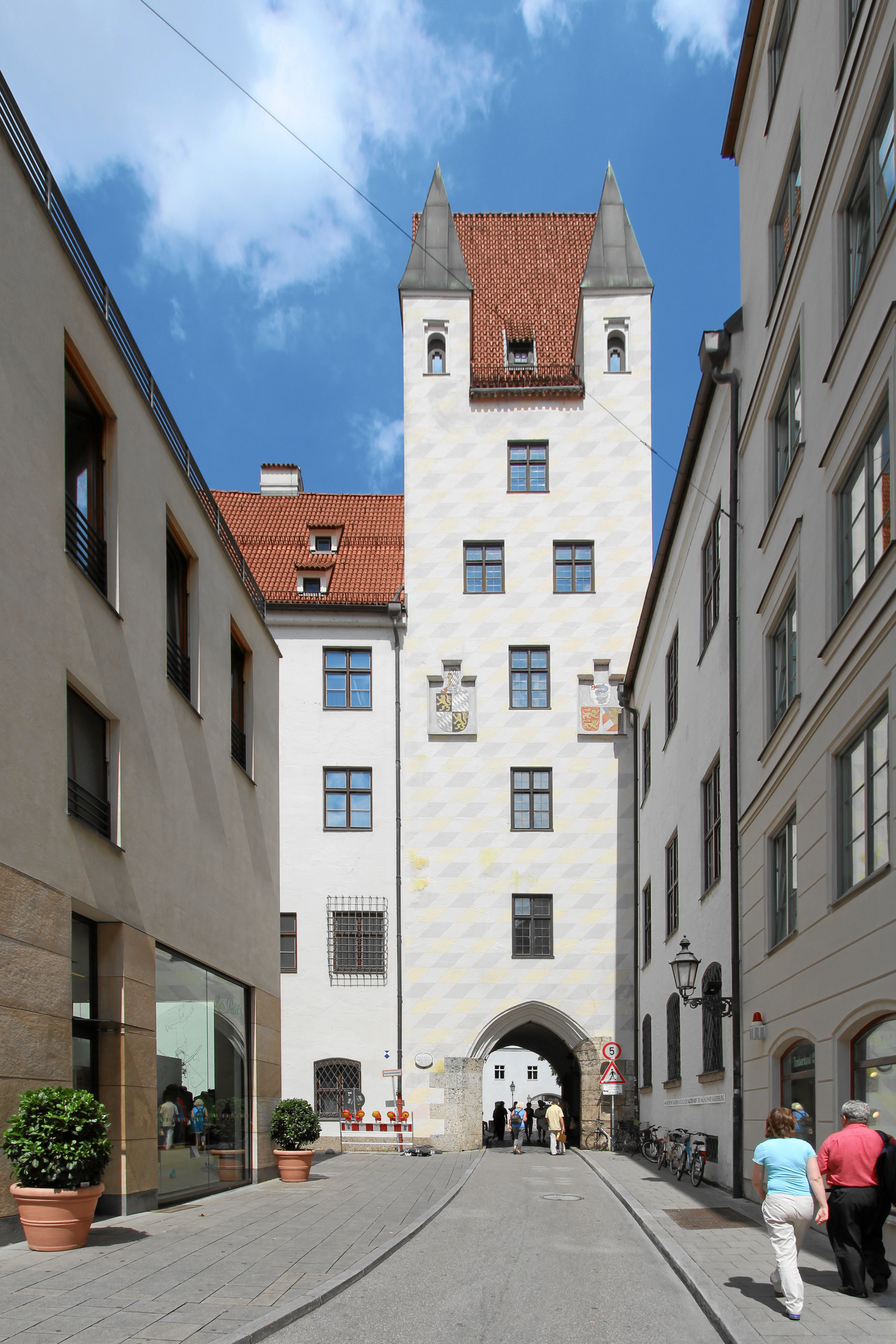
Südliche Außenseite des Alten Hofs mit dem Torturm am Burgstock

Inzwischen wurden die beiden denkmalpflegerisch besonders wertvollen Bauten des Alten Hofs – der Burgstock im Süden und der Zwingerstock im Westen – durch den Freistaat Bayern generalsaniert. Die Gebäudeteile aus den 1950er Jahren (Lorenzistock, Pfisterstock und Brunnenstock) wurden 2001 abgerissen und neu aufgebaut.
Am westlichen Burgstock befindet sich der gotische Erker, an ihm sind in zwei Reihen jeweils fünf Wappen der Wittelsbacher Genealogie angebracht. Sie sind meist jeweils verbunden mit dem bayerisch-pfälzischen Wappen. Es ist davon auszugehen, dass sie Herzog Sigismund, der eine Vorliebe für Heraldik hatte und ab 1466 im Alten Hof wohnte, in Auftrag gab. Zwei der Wappen, die nicht mehr identifiziert werden konnten, wurden als Wappen von Bayern-Pfalz und Wappen des Freistaats Bayern erneuert. Das polnische Wappen unter dem doppelköpfigen Reichsadler ist vermutlich mit dem Wappen von Tirol, das eine der Besitzungen von  Kaiser Ludwigs ältestem Sohn Ludwig V. war, verwechselt worden.
Im östlichen Burgstock sind neben dem Torturm die Landesstelle für die nichtstaatlichen Museen in Bayern, der Infopoint Museen und Schlösser in Bayern und seit Mai 2007 die Ausstellung Münchner Kaiserburg untergebracht. Die Ausstellung in dem auf um 1300 datierten gotischen Keller (das Gewölbe wurde nachträglich in der zweiten Hälfte des 15. Jahrhunderts eingebaut), ist über den Infopoint zugänglich und wochentags, sowie samstags von 10 bis 18 Uhr bei freiem Eintritt geöffnet.
Im westlichen Gebäudeteil an der Dienerstraße (Zwingerstock) betreibt das Versandhaus Manufactum sein Münchner Warenhaus.

### Lorenzistock, Pfisterstock und Brunnenstock
An der Nordseite des Hofes liegt an der Stelle der früheren St.-Lorenz-Kirche der Lorenzistock. Dieser ist durch eine Tordurchfahrt vom Pfisterstock getrennt, der sich über Eck zieht und in den Brunnenstock an der Ostseite des Alten Hofes übergeht. Für die Sanierung erhielt der Alte Hof den Fassadenpreis der Landeshauptstadt München 2004. Hinter der Tordurchfahrt an der nördlichen Außenseite befindet sich ein modernes Reiterdenkmal von Ludwig dem Bayern von Hans Wimmer. Die Gebäudeteile Lorenzistock, Pfisterstock und Brunnenstock wurden 2001 durch einen privaten Investor bebaut. Brunnenstock und Pfisterstock (Alter Hof 5 und 6) wurden dabei wieder abgerissen und nach Plänen des Architekturbüros Auer+Weber+Assoziierte neu errichtet; der Lorenzistock wurde nach den Entwürfen von Professor Peter Kulka umgebaut. Inwieweit die Vergabe von Baurechten an private Investoren bei einem Bauwerk dieser Wichtigkeit sinnvoll war, wurde in der Öffentlichkeit heftig bestritten. Auch die fertiggestellten Bauten werden in der Öffentlichkeit sehr kontrovers wahrgenommen. Die Neubauten erhielten den Preis für Stadtbildpflege der Stadt München 2008. Im östlichen Gebäudeteil an der Sparkassenstraße befindet sich seit 2006 eine Postfiliale als Ersatz für das frühere Hauptpostamt an der Residenzstraße.
Die ehemals an der Nordseite des Kirchenschiffs der Lorenzkapelle angebrachte Stiftertafel von 1324, ein Relief, das Kaiser Ludwig und seine zweite Frau Margarete von Holland und im Zentrum die thronende Mutter Gottes mit dem Kind darstellt, sowie ein nach 1460 für einen damals im Alten Hof errichteten Ahnensaal entstandenes Fresko, das die Ahnen der wittelsbachischen Herzöge mit Wappen darstellt, befinden sich heute im Bayerischen Nationalmuseum.
Die Anlage ist unter der Aktennummer D-1-62-000-220 als denkmalgeschütztes Baudenkmal von München verzeichnet. Ebenso wird sie als Bodendenkmal unter der Aktennummer D-1-7835-0167 im Bayernatlas als „archäologische Befunde des hohen und späten Mittelalters sowie der frühen Neuzeit im Bereich der ehemaligen Münchner Herzogsburg (Alter Hof bzw. Ludwigsburg)“ geführt.